# البوابة الجديدة لمدينة نيوكاسل
البوابة الجديدة لمدينة نيوكاسل بوابة مدينة تقع على الجزء الشمالي من سور مدينة نيوكاسل، ويرجع تاريخها إلى القرن الرابع عشر أو قبله، وكانت تضم سجنًا لعدة قرون. وأطلق اسمها على شارع نيوجيت في نيوكاسل، ولكن تم هدمها في عام 1823.

## التاريخ

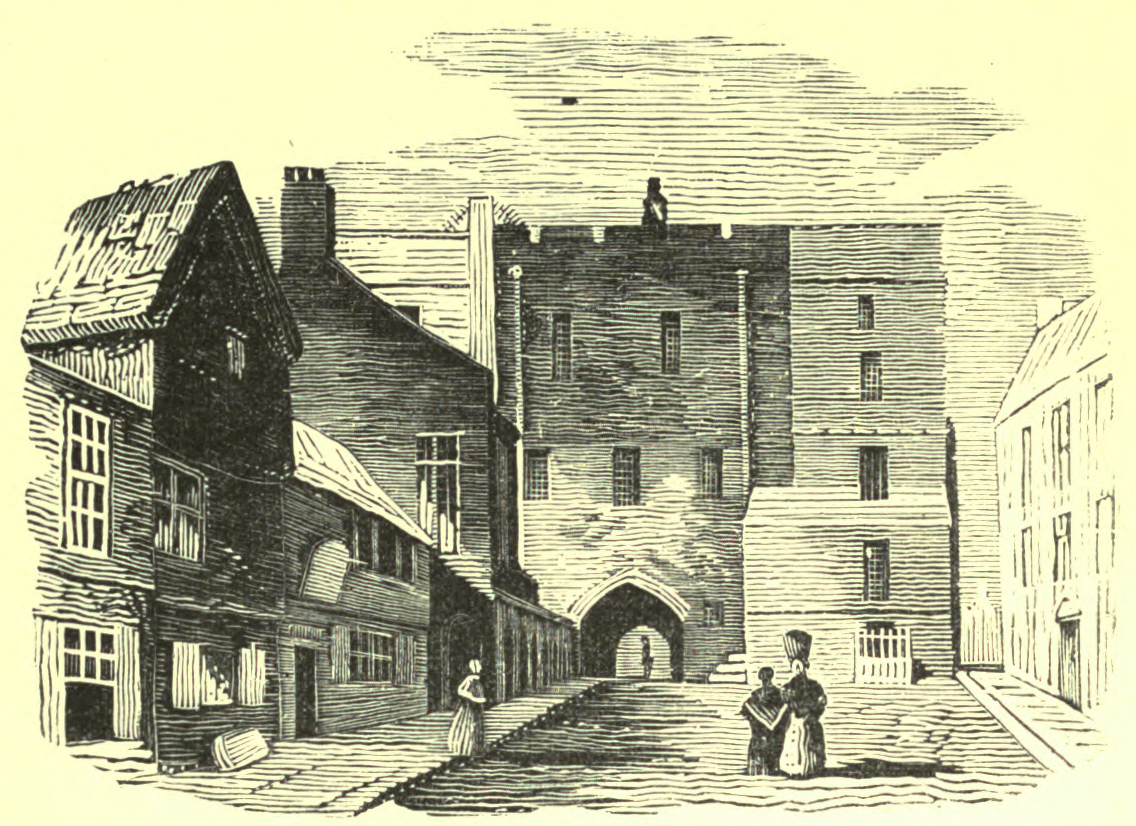
بوابة جديدة في عام 1813

بُنيت أسوار مدينة نيوكاسل في القرنين الثالث عشر والرابع عشر. ويعود تاريخ البوابة الجديدة لنيوكاسل، التي تشغل موقعًا في قسم شمالي من الجدار، إلى القرن الرابع عشر. ومن اسمها، يُفترض أنها كانت قائمة على موقع مبنى أقدم؛ وأعرب إينياس ماكنزي عن رأي مفاده أن هذا الأخير لابد أن يكون بوابة بيريك. 
كانت الجبهة الجنوبية هي الجزء الأقدم من نيوكاسل. وكان أسلوب هندستها المعمارية من نفس أسلوب الجناح الداخلي لقلعة ألنويك. وكانت الجبهة الشمالية مخصصة كواجهة لدفاعات البوابة الرئيسية، وكان بها معرض على كل جانب، مما يسهل الهجوم على المهاجمين الذين مروا بالمدخل الأول. وعلى هذه الجبهة كانت هناك ثلاثة دروع قديمة من الأسلحة، وهي صليب القديس جورج؛ وأسلحة إنجلترا، مع زهور الزنبق؛ وأسلحة نيوكاسل. في أوقات لاحقة كان هناك فوق الواجهة الجنوبية تمثال لجيمس السادس والأول، موضوعًا تحت قوس، وله تاج وأردية، وصولجان في اليد اليمنى، وكرة أرضية في اليد اليسرى.
تم استخدام البوابة كسجن منذ عام 1399. 
في عام 1746، دخل الأمير ويليام، دوق كمبرلاند، نيوكاسل عبر البوابة الجديدة بعد انتصاره على جيش اليعاقبة في معركة كولودين. 
بحلول عام 1820، تم "تقديم" البوابة الجديدة في إحدى جلسات نيوكاسل من قبل هيئة المحلفين الكبرى "باعتبارها غير صالحة للإصلاح وغير ملائمة وغير كافية وغير آمنة". أدى هذا إلى بناء سجن جديد في كارليول كروفت، حيث تم نقل المجرمين تدريجيًا، بينما تم نقل المدينين إلى القلعة. في يونيو 1823، بدأ العمال في هدم الجناح الشرقي من نيوجيت، والذي أعقبه إزالة الجناح الغربي؛ ثم تم هدم الجناح الشمالي. كان الجزء الأقدم من البوابة لا يزال قائماً، وقد بُذلت جهود حثيثة لإنقاذه من الدمار. واقترح إنشاء طريق للعربات وممر للمشاة على جانبي البوابة القديمة، والتي كان من المقرر تحويلها إلى قاعات للشركات المدمجة التي قد تحتاج إليها. لكن السلطات لم تستمع إلى هذا. أرادوا الحجارة القديمة للسجن الجديد؛ وعلى هذا، في سبتمبر 1823، تم تفجير جزء من الجدران المتبقية بالبارود. وتم إزالة الباقي بسهولة أكبر. وعُثر على البوابة في حالة ممتازة؛ وتم نقلها إلى أراضي ماثيو وايت ريدلي، أول فيكونت ريدلي في قاعة بلاغدون. وأثناء الهدم، عُثر على عدة قذائف مدفعية غارقة عميقًا في الجدار.